# Karsai György
Karsai György (Budapest, 1953. február 16.–) magyar klasszika-filológus, színháztörténész, irodalomtörténész, egyetemi tanár.

## Életpályája
Szülei: Karsai Elek (1922–1986) történész, levéltáros és Karsai Lucia (Widmar Lucia) (1929-1984) műfordító. Karsai László történész öccse.
1971–1977 között az ELTE BTK görög–latin–indológia szakos hallgatója. 1977–1983 között az ELTE BTK indoeurópai nyelvtudományi tanszékén tanársegéd, 1983–1986 között adjunktus, 1986–1995 között egyetemi docens. 1990–1991 között a Párizsi X. Egyetem vendégprofesszora. 1992–1994 között a Strasbourgi Egyetem vendégprofesszora. 1995 óta a Janus Pannonius Tudományegyetem Bölcsészettudományi Karának klasszika-filológia tanszékvezetője, 1997 óta egyetemi tanára. 1995 óta a Közép-európai Egyetem (CEU) középkori tanulmányok tanszékén latin, görög nyelvtanár. 1996-tól a Színház- és Filmművészeti Főiskola antik színháztörténet tanára, 2003 óta egyetemi tanára, majd 2014–2022 között a doktori iskola vezetője volt.

## Magánélete
1979-ben házasságot kötött Csollány Évával. Két gyermekük született: Tamás (1983) és Zsuzsa (1985).

## Művei
- Homérosz: Iliász, Odüsszeia (1998) – műelemzések
- A Szép és a Szörnyeteg. Görög drámák értelmezései; Osiris, Bp., 1999 (Horror metaphysicae)
- Az antik dráma útjai. Tanulmányok a görög-római színjátszásról és hatásáról; szerk. Karsai György, Kárpáti András, Vámos Kornélia; Reciti, Bp., 2018